# Aichi
Акціонерне товариство Літаки Айчі (яп. 愛知航空機株式会社, Aichi Kōkūki Kabushiki Kaisha) було японським виробником літаків для Імперського флоту Японії. Після війни було реорганізоване в акціонерне товариство Машинобудування Айчі (яп. 愛知機械工業) і займалось виробництвом Кей-карів для домашнього ринку. В 1966 році вони злились з Nissan де продовжили виробництво автомобілів, зокрема Nissan Sunny.

## Історія
Компанія «Літаки Айчі» була заснована, як виробник годинників і інших пристроїв з назвою «Годинники та Електроніка Айчі» (яп. 愛知時計電機, Айчі Токей Денкі) в Нагої в 1898 році. Компанія почала співпрацювати з Японським флотом виготовляючи підривники для торпед, торпедні апарати, морські міни і балістичні калькулятори для корабельних гармат. В 1920 році на фабриці Фунаката було створено авіаційний підрозділ, який почав виготовляти літаки за ліцензією, японські Ro-go Ko-gata і британські Avro 504 і Felixstowe F.5. Виготовлення цих літаків вже було протестоване на флотських арсеналах і «Айчі» просто організовували серійне виробництво, але успіх в виробництві закріпив за компанією довіру в флоту.
В середині 1920-их років «Айчі» почала замислюватись над створенням власних дизайнів літаків і для отримання досвіду запросила німецьких авіаційних інженерів компанії Heinkel зокрема засновника Ернста Гайнкеля. Початково більшість дизайну виконувалось німецькими інженерами чи базувалось на них, але з середини 30-их років почались створюватись оригінальні японські літаки. Успіх палубного бомбардувальника D1A зробив компанію основним постачальником палубних пікіруваних бомбардувальників для флоту, пізніше створивши основний палубний бомбардувальник Японії в час Другої світової війни — D3A. Окрім палубних бомбардувальників компанія стала відома виготовленням гідролітаків.
В 1927 році «Айчі» почали ліцензійне виробництво французьких авіаційних двигунів Lorraine-Dietrich, а також німецьких Daimler-Benz DB 601A. В 1938 році виробництво двигунів перенесли на окрему фабрику Ацусі теж в Наґої. В лютому 1940 року компанія також викупила місце для нової фабрики Ейтоку для розширення виготовлення літаків, перша будівля якої почала працювати в травні 1941 року.
В лютому 1943 року авіаційний підрозділ було відокремлено в окрему компанію «Літаки Айчі».

## Продукція

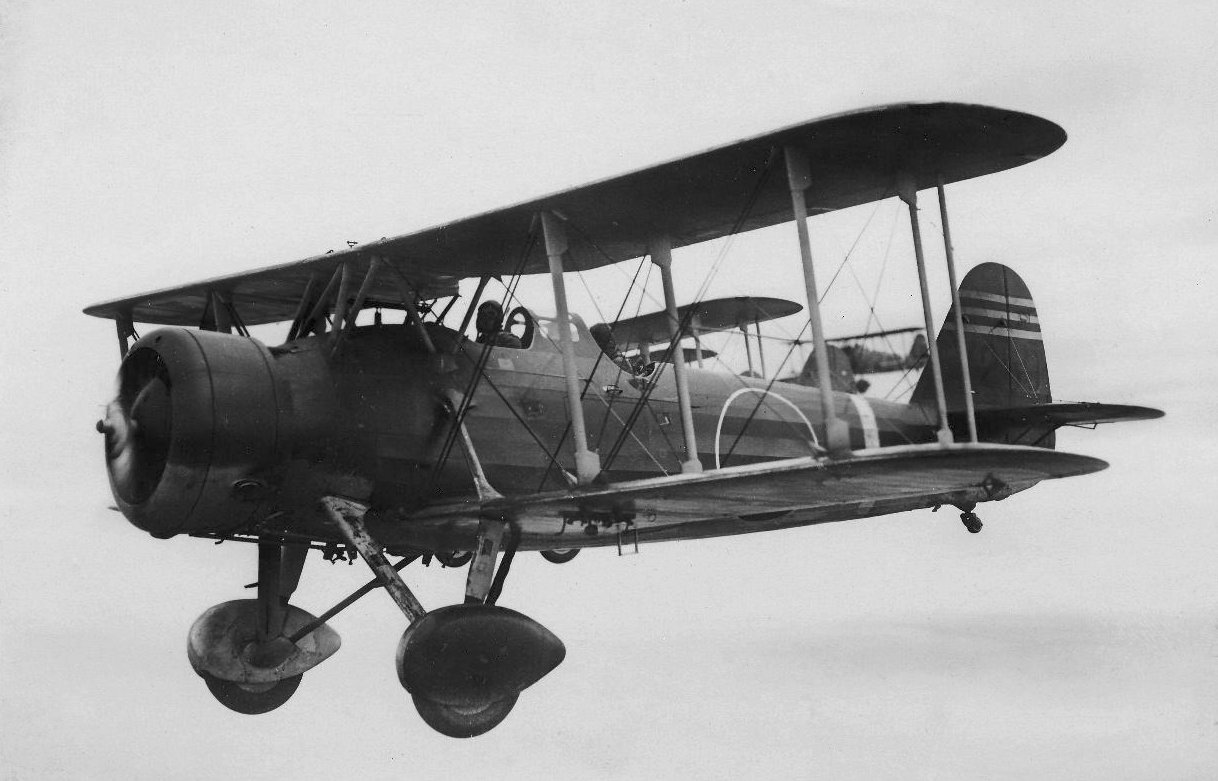
Палубний бомбардувальник Aichi D1A

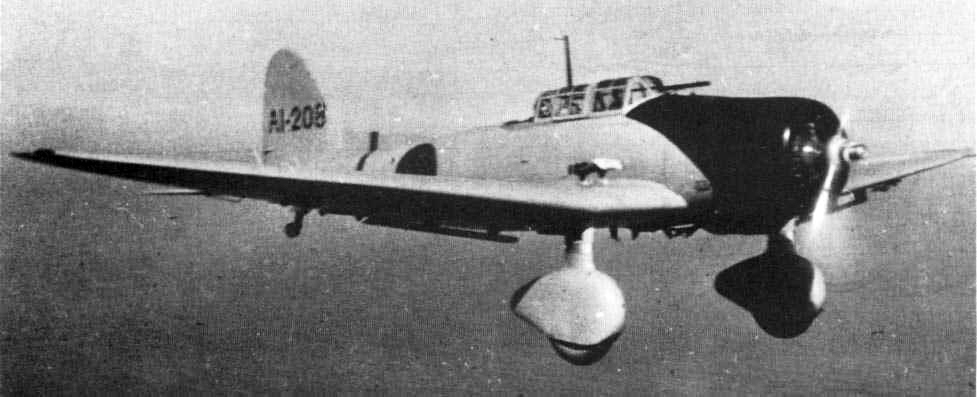
Палубний бомбардувальник Aichi D3A. Один з типів літаків які здійснили наліт на Перл-Гарбор.

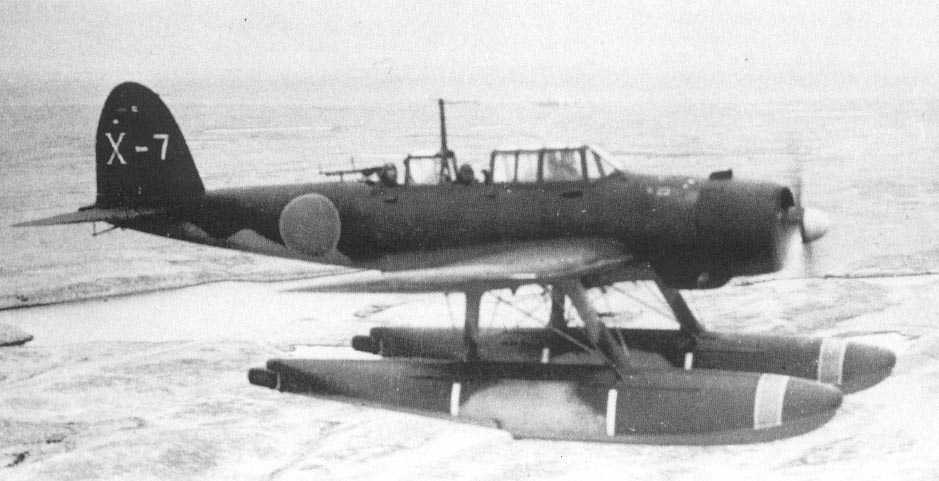
Компанія також була відома розвідниками-гідролітаками, зокрема Aichi E13A

### Літаки
Моделі створені «Айчі» отримували двобуквений префікс і порядковий номер для ідентифікації. Перша буква завжди була «A» — від «Aichi», друга варіювалась: «B» позначались біплани (англ. biplane), «M» — моноплани (англ. monoplane). Це позначення використовувалось на початку виробництва і для цивільних літаків, в випадку військових літаків прийнятих на озброєння використовувалось офіційне позначення флоту.
| Назва                     | Рік  | Кількість | Опис                                       |
| ------------------------- | ---- | --------- | ------------------------------------------ |
| Aichi AB-1                | 1928 | 1         | Одномоторний пасажирський біплан           |
| Aichi AB-2                | 1930 | 2         | Одномоторний розвідувальний гідроплан      |
| Aichi E3A                 | 1930 | 12        | Одномоторний розвідувальний гідроплан      |
| Aichi AB-3                | 1932 | 1         | Одномоторний розвідувальний гідроплан      |
| Aichi AB-4                | 1932 | 6         | Одномоторний розвідувальний летючий човен  |
| Aichi AB-5                | 1932 | 1         | Одномоторний гідроплан                     |
| Aichi AB-6                | 1933 | 1         | Одномоторний розвідувальний гідроплан      |
| Aichi E8A                 |      | 2         | Одномоторний розвідувальний гідроплан      |
| Aichi AB-8                |      | 1         | Одномоторний пікіруючий бомбардувальник    |
| Aichi D1A                 |      | 590       | Одномоторний пікіруючий бомбардувальник    |
| Aichi E10A                | 1934 | 15        | Одномоторний розвідувальний летючий човен  |
| Aichi F1A                 | 1936 | 2         | Одномоторний розвідувальний гідроплан      |
| Aichi E11A                | 1937 | 17        | Одномоторний розвідувальний летючий човен  |
| Aichi E8A                 |      | 0         | Одномоторний розвідувальний гідроплан      |
| Aichi AM-10               |      | 0         | Одномоторний розвідувальний летючий човен  |
| Aichi AM-15               |      | 0         | Одномоторний винищувач-моноплан            |
| Aichi AM-16               |      | 0         | Двомоторний розвідувальний летючий човен   |
| Aichi D3A                 | 1938 | 1495      | Одномоторний пікіруючий бомбардувальник    |
| Aichi AM-18               |      | 2         | Одномоторний розвідувальний гідроплан      |
| Aichi E13A                |      | 133       | Одномоторний розвідувальний гідроплан      |
| Aichi C4A                 |      | 0         | Одномоторний розвідувальний літак          |
| Aichi H9A                 | 1940 | 31        | Двомоторний навчальний летючий човен       |
| Aichi E16A                | 1942 | 256       | Одномоторний розвідувальний гідроплан      |
| Aichi B7A                 | 1942 | 114       | Одномоторний бомбардувальник-торпедоносець |
| Aichi M6A                 | 1943 | 28        | Одномоторний пікіруючий бомбардувальник    |
| Aichi S1A                 |      | 2         | Двомоторний нічний винищувач               |
| Aichi Type H              |      | 2         | Одномоторний палубний винищувач            |
| Aichi Type 2 (одномісний) |      | 1         | Одномоторний розвідувальний гідроплан      |
| Aichi Type 2 (двомісний)  | 1926 | 16        | Одномоторний розвідувальний гідроплан      |
| Aichi Type 15-Ko          | 1925 | 4         | Одномоторний розвідувальний гідроплан      |

### Двигуни
- Aichi AC-1 — експериментальний 9-ти циліндровий радіальний двигун (1929 рік)
- Aichi Atsuta — ліцензійна копія 12-ти циліндрового V-подібного двигуна Daimler-Benz DB 601A
- Aichi Ha-70 — з'єднання двох двигунів Atsuta в один для отримання більшої потужності

## Виноски
1. ↑  Першого польоту, чи початку дизайну.
2. ↑  Ще 1285 літаків були побудовані компанією Kyushu і флотським арсеналом в Хіро.
3. ↑  Ще 2 літаки були побудовані компанією Heinkel
4. ↑  Ще 1 літаки були побудовані компанією Heinkel